# (36772) 2000 RF99
2000 RF99 (asteroide 36772) é um asteroide da cintura principal. Possui uma excentricidade de 0.16525650 e uma inclinação de 13.34033º.
Este asteroide foi descoberto no dia 5 de setembro de 2000 por LONEOS em Anderson Mesa.